# The Reincarnation of Benjamin Breeg
The Reincarnation of Benjamin Breeg – singel brytyjskiego zespołu Iron Maiden pochodzący z ich czternastego albumu studyjnego, A Matter of Life and Death, wydany 14 sierpnia 2006.
Singel w formacie CD zawiera na stronie B utwór „Hallowed Be Thy Name” nagrany podczas BBC Radio 1 Legend Sessions. Ze względu na to, że oba utwory są zbyt długie, singel nie mógł zostać uwzględniony na liście przebojów w Wielkiej Brytanii. Singel został wydany również na płycie winylowej, której strona B zawiera utwory „The Trooper” oraz „Run to the Hills” nagrane podczas BBC Sessions.

## Lista utworów

### CD
1. „The Reincarnation of Benjamin Breeg” (Dave Murray, Steve Harris) – 7:21
2. „Hallowed Be Thy Name (BBC Radio 1 Legends Session)” (Harris) – 7:13

### Płyta winylowa
1. „The Reincarnation of Benjamin Breeg” (Murray, Harris) – 7:21
2. „The Trooper (BBC Radio 1 Legends Session)” (Harris) – 3:59
3. „Run to the Hills (BBC Radio 1 Legends Session)” (Harris) – 3:56

## Skład
- Bruce Dickinson – wokal
- Dave Murray – gitara
- Janick Gers – gitara, wokal wspierający
- Adrian Smith – gitara, wokal wspierający
- Steve Harris – gitara basowa, wokal wspierający
- Nicko McBrain – perkusja

## Listy przebojów
| Lista przebojów (2006)    | Pozycja |
| ------------------------- | ------- |
| Francuska lista przebojów | 70      |
| VG-Lista                  | 9       |
| Finnish Albums Chart      | 1       |
| Media Control Charts      | 39      |
| Irish Albums Chart        | 18      |
| Schweizer Hitparade       | 74      |
| Sverigetopplistan         | 1       |